# مارينا برلسكوني
مارينا برلسكوني (بالإيطالية: Marina Berlusconi)‏ (من مواليد 10 أغسطس 1966 في ميلانو) هي سيدة أعمال إيطالية، ورئيسة فينينفيست القابضة.
وهي الابنة الكبرى للأعمال إيطالي والسياسي سيلفيو برلسكوني من زوجته الأولى كارلا الفيرا لوسيا دالوليو، وهي شقيقة الكبى لرجل الأعمال بيير سيلفيو برلسكوني. متزوجة من ماوريتسيو فانديا، ولديها طفلان. تركت دراستها الجامعية والتحقت بشركات والدها، حيث أصبحت تدير شركة فينينفيست القابضة والمالكة لدار موندادوري، والتي تملك حصة 40 % من شركة ميدياست أكبر محطة بث في إيطاليا.
في عام 2007 وضعتها مجلة فوربس في المرتبة 33 على لائحة أقوى نساء العالم، وتاسع أغنى امرأة في التاسعة في العالم مع أصول 9 مليارات و400 ملايين دولار أمريكي.

## روابط خارجية
- مارينا برلسكوني على موقع IMDb (الإنجليزية)
- مارينا برلسكوني على موقع مونزينجر (الألمانية)
- مارينا برلسكوني على موقع قاعدة بيانات الفيلم (الإنجليزية)